# ヴィッラ・サンタンジェロ
ヴィッラ・サンタンジェロ（イタリア語: Villa Sant'Angelo）は、イタリア共和国アブルッツォ州ラクイラ県にある、人口約400人の基礎自治体（コムーネ）。

## 地理

### 位置・広がり

#### 隣接コムーネ
隣接するコムーネは以下の通り。
- ロッカ・ディ・メッツォ
- サン・デメトリオ・ネ・ヴェスティーニ
- サンテウザーニオ・フォルコネーゼ